# Municipio de Webster (condado de Smith)
El municipio de Webster (en inglés, Webster Township) es un municipio del condado de Smith, Kansas, Estados Unidos. Tiene una población estimada, a mediados de 2023, de 45 habitantes.
Abarca una zona exclusivamente rural.

## Geografía
Está ubicado en las coordenadas 39°42′19″N 98°34′8″O / 39.70528, -98.56889. Según la Oficina del Censo, tiene una superficie total de 92.77 km², de los cuales 92.75 km² corresponden a tierra firme y 0.02 km² están cubiertos de agua.

## Demografía
Según el censo de 2020, en ese momento había 47 personas residiendo en la zona. La densidad de población era de 0.51 hab./km². El 97.87 % de los habitantes eran blancos y el 2.13 % eran de otras razas. Del total de la población, el 2.13 % era hispano o latino.